# Pristimantis viridicans
Espèce
Synonymes
- Eleutherodactylus viridicans Lynch, 1977

Statut de conservation UICN

 EN B1ab(iii) : En danger
Pristimantis viridicans est une espèce d'amphibiens de la famille des Craugastoridae.

## Répartition
Cette espèce est endémique du versant Ouest de la cordillère Occidentale en Colombie. Elle se rencontre dans les départements de Valle del Cauca et de Cauca entre 1 700 et 2 680 m d'altitude.

## Description
Les mâles mesurent jusqu'à 43,9 mm et les femelles jusqu'à 57,3 mm.

## Publication originale
- Lynch, 1977 : A new species of Eleutherodactylus from the Cordillera Occidental of Colombia (Amphibia : Anura : Leptodactylidae). Occasional Papers of the Museum of Zoology University of Michigan, no 678, p. 1-6 (texte intégral).